# Janusz Pontus
Janusz Pontus (ur. 20 października 1961 w Miastku) – polski piłkarz grający na pozycji napastnika. Znany głównie z występów w Odrze Wodzisław Śląski, Górniku Zabrze, w barwach którego zdobył mistrzostwo, oraz Lechu Poznań, z którym wywalczył Puchar Polski. Założyciel i główny trener Wodzisławskiej Szkoły Piłkarskiej.

## Sukcesy
Lech Poznań:
- Puchar Polski: 1982

Górnik Zabrze:
- Mistrzostwo Polski: 1985